# José Mora y del Río
José Mora y del Río (Pajacuarán, Michoacán, México, 24 de febrero de 1854 - San Antonio, Estados Unidos, Texas, 22 de abril de 1928) fue un sacerdote católico, doctor en Teología y Derecho Canónico. Fue obispo de las diócesis de Tehuantepec, Tulancingo y León, y arzobispo de la arquidiócesis de México. Protestó enérgicamente en contra de la Constitución Política de los Estados Unidos Mexicanos de 1917 y la Ley Calles lo cual le valió el destierro.

## Estudios y ordenación
Realizó sus primeros estudios en el Seminario de Zamora, posteriormente viajó a Roma para ingresar al Pontificio Colegio Pío Latino Americano en donde obtuvo su doctorado en Teología y Derecho Canónico.  Se ordenó sacerdote el 22 de diciembre de 1879 en la Ciudad de México.

## Obispo de Tehuantepec, Tulancingo y León
El 17  de enero de 1893 fue nombrado primer obispo de Tehuantepec, fue consagrado el 19 de marzo del mismo año ejerciendo su cargo por ocho años. El 23 de noviembre de 1901 fue trasladado a la diócesis de Tulancingo dirigiendo esta mitra durante casi seis años. El 15 de septiembre de 1907 fue nombrado obispo de la diócesis de León, tomó posesión el 19 de noviembre.

## Arzobispo de México
El 2 de diciembre de 1908 fue nombrado arzobispo de la arquidiócesis de México, asumió el cargo el 12 de febrero de 1909. Apoyo la conformación del Partido Católico Nacional Mexicano
Durante la Revolución mexicana celebró la renovación del patronato guadalupano en 1913.  Al proclamarse la Constitución Política de los Estados Unidos Mexicanos de 1917 protestó junto con los arzobispos de Morelia, Leopoldo Ruiz y Flores, de Yucatán, Martín Tritschler y Córdova, de Durango, Francisco de Paula Mendoza y Herrera y otros obispos de México, debido a que la nueva carta magna no otorgaba personalidad jurídica a las iglesias, prohibía la participación del clero en la política y su derecho a poseer bienes raíces, asimismo, las ceremonias religiosas sólo podrían llevarse a cabo en el interior de los templos:

...Ese código hiere los derechos sacratísimos de la Iglesia Católica, de la sociedad mexicana y los individuales de los cristianos; proclama principios contrarios a la verdad enseñada por Jesucristo, la cual forma el tesoro de la Iglesia y el mejor patrimonio de la humanidad; y arranca de cuajo los pocos derechos de la Constitución de 1857 —admitida en sus principios esenciales, como ley fundamental, por todos los mexicanos— reconoce a la Iglesia como sociedad y a los católicos como individuos. ¿Cómo callar ante ese despojo, nosotros que por la dignidad episcopal somos los representantes de la Iglesia Católica en México y estamos reconocidos con ese carácter por la ley constitucional de 1857? Y por otra parte, ¿cómo protestar, cómo disentir siquiera, si nuestra pacífica voz puede servir de nuevo pretexto para que se nos tache otra vez de conspirar contra la paz, y se exacerbe así la persecución?...
24 de febrero de 1917.

La relación entre el gobierno de México y la Iglesia católica se hizo más tensa durante los años siguientes. En 1921 un petardo estalló en su domicilio particular y poco después ondearon banderas rojinegras en las catedrales de México y de Morelia. Fueron colocadas bombas en la catedral de Guadalajara y en la basílica de Guadalupe.
El 11 de enero de 1923 se colocó la primera piedra del Cristo Rey en el cerro del Cubilete. El nuncio apostólico, Ernesto Filippi, ofició una misa. Este acto de culto externo, fue considerado un desacato a la ley. El presidente Álvaro Obregón y el secretario de Gobernación, Plutarco Elías Calles ordenaron suspender la construcción del monumento y la expulsión del nunció apostólico por considerarlo un “extranjero pernicioso”. Aunque las protestas se hicieron patentes en el periódico El Obrero de Guadalajara y se adoptó por primera ocasión el grito de batalla: “¡viva Cristo Rey!”, ni la Iglesia ni el Gobierno emitieron declaraciones al respecto. Por su parte, Mora y del Río fundó el Secretariado Social Mexicano y la Academia Mexicana de Guadalupe en el marco de la celebración de la coronación de la virgen de Guadalupe.
En 1924 se llevó a cabo el Congreso Eucarístico Nacional en la Ciudad de México, el cual fue dedicado al Sagrado Corazón de Jesús. La peregrinación a la basílica de Guadalupe, que se había anunciado como ceremonia de clausura, fue suspendida por órdenes del presidente Obregón.  Finalmente, el 7 de febrero de 1925, Mora y del Río fue consignado ante las autoridades del estado de Veracruz por haber sido recibido con arcos triunfales en San Andrés Tuxtla.  

## En la Guerra Cristera
El 21 de febrero de 1925, el presidente Plutarco Elías Calles, con el apoyo de la Confederación Regional Obrera Mexicana (CROM) creó la Iglesia católica apostólica mexicana para restar fuerza a la Iglesia católica apostólica romana. En Tabasco, el gobernador Tomás Garrido Canabal proclamó un decreto mediante el cual se obligaba a los sacerdotes a casarse para poder celebrar la misa, mientras que en Tamaulipas se prohibió celebrar la misa a los sacerdotes extranjeros. 
La reacción no se hizo esperar, en marzo de 1925, la Asociación Católica de la Juventud Mexicana (ACJM) formó la Liga Nacional para la Defensa de la Libertad Religiosa. Debido a que la Liga fue declarada ilegal, funcionó de forma clandestina, su objetivo era derrocar al presidente Calles acusándolo de formar parte de un complot bolchevique y buscando apoyo de las empresas petroleras estadounidenses, cuyos intereses habían sido afectados por el régimen posrevolucionario. En los estados de Jalisco, Tabasco y Chiapas se prohibió el culto católico, varias iglesias del país suspendieron sus servicios en señal de solidaridad y “duelo” por las prohibiciones.
El 4 de febrero de 1926, en el periódico El Universal se publicó una protesta que había declarado Mora del Río nueve años antes en contra de la nueva Constitución, pero la nota se presentó como una noticia nueva, es decir, como si se tratase de una declaración reciente:

La protesta que los prelados mexicanos formulamos contra la Constitución de 1917 en los artículos que se oponen a la libertad y dogmas religiosos, se mantiene firme [...] El Episcopado, clero y católicos, no reconocemos y combatiremos los artículos 3.°, 5.°, 27.° y 130.° de la Constitución vigente. Este criterio no podemos, por ningún motivo, variarlo sin hacer traición a nuestra Fe y a nuestra Religión.
4 de febrero de 1926, El Universal.

Por órdenes del presidente Calles —quien consideró la declaración como un reto al Gobierno— Mora y del Río fue consignado ante la Procuraduría General de Justicia y detenido; se clausuraron varios templos y se expulsó a los sacerdotes extranjeros. El artículo 130 constitucional fue reglamentado como la Ley de Cultos (conocida como Ley Calles), se cerraron las escuelas religiosas y se limitó el número de sacerdotes para que sólo uno oficiara por cada seis mil habitantes. 
El 13 de julio, Mora y del Río negó haber pronunciado las palabras publicadas por El Universal, particularmente la palabra “combatir”. El 14 de julio de 1926, la Liga Nacional para la Defensa de la Libertad Religiosa llamó a los católicos a sumarse a un boicot nacional que pretendía paralizar la vida social y económica: no asistir a las escuelas laicas, no consumir productos ofrecidos por el Gobierno, no comprar lotería ni gasolina. El papa Pío XI aprobó la suspensión de misas en los templos, autorizando a los sacerdotes llevar a cabo las misas en cualquier lugar sin vestimentas religiosas. El 7 de septiembre, Mora y del Río, apoyado con dos millones de firmas, solicitó a la Cámara de Diputados la reforma de los artículos constitucionales, pero su solicitud fue rechazada el día 21 del mismo mes. 
El 1 de enero de 1927,  la Guerra Cristera se extendió en varios estados del país. 
El 21 de abril de 1927, Mora y del Río fue desterrado en compañía de otros arzobispos, obispos y religiosos. Para julio del mismo año, la guerra se recrudeció cuando el general Enrique Gorostieta Velarde asumió el mando de los cristeros. El 22 de abril de 1928, Mora y del Río murió exiliado en San Antonio, Texas. Al día siguiente, 23 de abril, el periódico Excélsior publicó una entrevista que había concedido el arzobispo el 4 de febrero de 1926 en la cual mencionaba:

Yo no he dicho eso. ¿Cuándo he dicho yo eso? Si ustedes no rectifican, me veré obligado a enviar una carta a los periódicos. Esa protesta la hicimos en 1917 y no la hemos retirado; pero nadie piensa renovarla ahora...Esa falsa e intencionada noticia...fue la chispa que produjo el conflicto religioso.
23 de abril de 1928, Excélsior, entrevista del 4 de febrero de 1926.

El 21 de junio de 1929, durante la presidencia de Emilio Portes Gil, la Iglesia y el Gobierno firmaron los arreglos que pusieron fin a las hostilidades en el territorio mexicano. No obstante estos arreglos no supusieron el fin del conflicto y -se produjeron nuevos levantamientos armados de los cristeros